# Ibrahim Rugova
Ibrahim Rugova [efternavnet udtales med tryk på 2. stavelse] (født 2. december 1944, død 21. januar 2006) var en Kosovo-albansk politiker. Han var præsident for Kosovo.
Navnet Rugova er et gammelt Kosovo-navn – og et område nordvest for Pejë, op mod Montenegros grænse – kaldes Rugovë. 
Faderen, Ukë Rugova, og bedstefaderen, Rrustë Rugova, blev henrettet af jugoslaviske kommunister 10. januar 1945 i slutningen af 2. verdenskrig.
Ibrahim Rugova var litteraturforsker af uddannelse og havde en ph.d. fra Prishtina Universitet fra 1984. Inden ph.d'en studerede han bl.a. et år på École pratique des hautes études hos Roland Barthes. Han havde været forskningsmedarbejder og skribent i mange år. Han har skrevet værket om ærkebiskop Pjetër Bogdani der spillede en vigtig politisk rolle omkring 1689.

## Illegalt valgt præsident. Hans politik
Ibrahim Rugova blev formand for Kosovos Forfatterforening i 1988, senere blev han formand for LDK (et forbund af 'borgerligt' orienterede organisationer). Efter at Serbien ophævede selvstyret i Kosovo, blev han – i begyndelsen af 1990'erne – illegalt valgt som præsident af det albanske befolkningsflertal.
Han var hele tiden været fortaler for en ikke-involvering i det serbiske samfundsliv og for en ikke-voldelig protest mod det serbiske styre. Han talte for at Kosovo skulle være helt selvstændig.
Oprindelig var han allieret med Bujar Bukoshi, som han udpegede til premierminister i en eksilregering omkring 1991. Det kom imidlertid til en brud mellem dem i 1995.
Han blev genvalgt som præsident i 1998, men flere partier boykottede dog valget, fordi de fandt Rugova for svag.

## Forholdet til befrielsesbevægelsen
Ibrahim Rugova ville først ikke anerkende UÇK, befrielsesbevægelsen. Til at begynde med beskrev han den som en serbisk provokation. Han var helt uenig i UÇK's strategi, som byggede på en formodning om, at det ville kunne lykkes at fremprovokere en udenlandsk intervention, som kunne føre til uahængighed af Serbien, men han fandt – skridt for skridt – en måde at leve med UÇK på. Han erkendte, at USA – med Madeleine Albright i spidsen – syntes at foretrække UÇK for ham og Rugoven.

## Rambouillet og krigen i 1999
Han deltog i Rambouillet-forhandlingerne som medlem af den Kosovo-albanske delegation – men blev nærmest skubbet til side af de væbnede der var i alliance med professor Rexhep Qosja som stræbte efter dannelsen af et Storalbanien. Publicisten; den senere politiker og partileder Veton Surroi, prøvede at formidle.
Ibrahim Rugova kom voldsomt i klemme under krigen i 1999 – hvor Milošević søgte at bruge ham propagandistisk og mere eller mindre tvang ham til at indgå en aftale om, at der ikke skulle være indblanding udefra og om, at Kosovo skulle styres af Kosovo-serberne og Kosovo-albanerne i forening. Måske mente Rugova på det tidspunkt, at det var sandsynligt, at Præsident Milošević ville sidde på magten i Kosovo også efter krigen, selv om han afgjort ikke ønskede det, men i så fald skiftede han senere standpunkt. Han blev sendt hjem af Milošević og rejste i forståelse med ham til Rom. Præsident Milošević talte ved dén lejlighed med den italienske udenrigsminister Dini om det praktiske arrangement.
Mange i UÇK, herunder lederen Jakub Krasniki, opfattede Rugova som forræder og mente, at han ikke udviste dét mandsmod, man måtte forvente af en albansk leder. Han vende ikke tilbage til Kosovo efter krigens ophør, før han kunne være nogenlunde sikker, men besøgte derimod en flygtningelejr i Makedonien, hvor han blev tiljublet.

## Sommeren 1999 og frem
Han var medlem af UNMIK's Overgangsråd, men udeblev fra de første møder for at understøtte kravet om, at LDK-siden skulle være stærkere repræsenteret.
Ibrahim Rugova brugte tit symboler. Når han (næsten) altid gik med et silketørklæde om halsen, skulle det symbolisere, at Kosovo ikke var blevet en selvstændig stat.

## 2002: Valgt som præsident
Da UNMIK havde arrangeret nye valg, valgte parlamentet ham til præsident for Kosovo i 2002. Der er næppe tvivl om, at Ibrahim Rugova nød stor opbakning i befolkningen, måske især blandt de ældre og blandt de moderate yngre, men valget af ham var en konsekvens af en aftale om magtdelingen mellem de forskellige politiske kræfter. Siden valget er premierministerposten derfor tilfaldet repræsentanter for den tidligere modstandsbevægelse.

## 2005: Kræftsygdom. 2006: Død
I 2005 bekendtgjorde Ibrahim Rugova at han havde fået kræft, men at han ville gøre alt hvad han kunne for at fortsætte sit politiske arbejde. Han døde 21. januar 2006 af sin sygdom.